# Bitis caudalis
Bitis caudalis är en ormart som beskrevs av Smith 1849. Bitis caudalis ingår i släktet Bitis och familjen huggormar. Inga underarter finns listade.
Denna huggorm förekommer i södra Afrika i Angola, Zambia, Namibia, Botswana, Zimbabwe och Sydafrika. Arten lever i låglandet och i bergstrakter mellan 300 och 1600 meter över havet. Den vistas i torra savanner och andra gräsmarker. Äggen kläcks inuti honans kropp.
Flera exemplar fångas och säljs som terrariedjur. Hela populationen anses vara stor. IUCN listar arten som livskraftig (LC).